# Одівере
О́дівере (ест. Odivere küla) — село в Естонії, у волості Сааре повіту Йиґевамаа.

## Населення
Чисельність населення на 31 грудня 2011 року становила 65 осіб.

## Географія
Село розташоване на відстані приблизно 3 км на північний захід від Кяепи, волосного центру.
Поруч з Одівере проходить автошлях 3 (Йигві — Тарту — Валґа), естонська частина європейського маршруту E264.